# 辛鼎甲
辛鼎甲（？—1854年），河南陝州直隸州（今河南三门峡市）束樊村人。清朝軍事人物，武進士出身。

## 生平
辛鼎甲自幼善射，膂力過人。道光二十四年（1844年），中式甲辰科武科殿試張殿華榜二甲第十名進士，授官三等侍衛。
咸豐三年（1853年），銓選廣東惠來營遊擊。咸豐四年（1854年）五月間，潮陽反清民變，攻打惠來、歸善兩縣城，辛鼎甲率隊剿殺，擒斬多人，不久因兵力單薄被殺。敵兵撤退後，下屬將其遺體尋回，面目如生。同年，上級將其事蹟上報，朝廷降旨從優撫恤，贈參將銜，并以參將例賜銀祭葬，賞雲騎尉世職，襲次完時給予恩騎尉，世襲罔替。入祀京師昭忠祠，且仍入祀陝州州城昭忠祠。同治《增直隸陝州志》載其傳。